# 遊歩新夢
遊歩 新夢（ゆうほ にいむ）は、日本の作家、プロのユーフォニアム奏者、天文家。

## 概要
大阪府で生まれた。奈良大学文学部地理学科卒業。

### 作家として
元々、物語を作り出すことが好きだったと話している。『ロードス島戦記』『銀河英雄伝説』の影響を受けて小説という形で執筆することを始め、『スレイヤーズ!』を読んでからは作家を目指し始めた。第3回富士見ファンタジア長編小説大賞（現: ファンタジア大賞）から投稿を始め、ブランクが空いた後に、アニメ『魔法少女まどか☆マギカ』の影響を受けて第18回電撃小説大賞から再度投稿を始めた。2013年のオーバーラップ文庫キックオフ賞では『きんいろカルテット!』で金賞を受賞し、同作で小説家デビューしている。2020年には『星になりたかった君と』で第1回令和小説大賞を受賞した。同作は薮内省吾が監督を務める形で実写ドラマ化されている。好きな作品としてはアニメ『魔法少女まどか☆マギカ』、OVA『ドリームハンター麗夢』などの名前や、漫画家・小山田いくの作品群を挙げている。

### 演奏家として
プロのユーフォニアム奏者として活動し、アマチュア演奏家としてはトロンボーンも担当している。1993年4月のヨハン・デ・メイの来日公演で首席トロンボーンを務めた。2004年11月から2014年4月までBREEZE BRASS BANDで首席ソロユーフォニアムに就任していた。過去にデイヴィッド・チャイルズやスティーブン・ミードなどの演奏家とデュエット競演した実績を持つ。2020年8月に英国式ブラスバンド「Frontier Brass OSAKA」を創団し、その主催を務めている。

## 作品リスト
- オーバーラップ文庫
  - 『きんいろカルテット!』(2013年12月 - 2014年8月)
  - 『どらごんコンチェルト!』(2018年8月)
  - 『小悪魔だけど恋愛音痴なセンパイが今日も可愛い』(2020年)
- 実業之日本社
  - 『星になりたかった君と』(2020年12月)
  - 『三日後に死ぬ君へ』(2021年8月)
  - 『神様がくれた最後の7日間』(2023年10月)